# Eritritol
L'eritritol és un polialcohol que es fa servir com substitut dels gustos ensucrats. És present de manera natural en fruites com maduixes, prunes i pistacies i aliments fermentats com formatge. En la nomenclatura europea porta el codi E968. A nivells baixos, l'eritritol actua com a potenciador de gust i redueix els sabors estranys i la dolçor persistent associats a l'ús d'edulcorants de gran intensitat en begudes.
Es produeix en quantitats industrials per diferents procediments químics o bioquímics. Els procediments químics són cars i complicats. Per això es prefereix un procediment bioquímic a partir de glucosa o sacarosa fermentada per fongs osmòfils com Moniliella pollinis. Fou descrit per a la primera vegada pel científic escocès John Stenhouse el 1848. El 2015, el consum mundial d'eritrol s'estimava a 25.500 tones.

## Propietats
L'eritritol és un 60–70% tan dolç com la sacarosa i es pot dir que no és calòric i que ni afecta la pressió de la sang. Tampoc alimenta els bacteris en la boca que provoquen càries dental, a diferència d'altres polialcohols com el maltitol. No té influència en l'índex glucèmic i convé per a la dieta de diabètics. Fins a la consumició d'1 gram per quilo de pes corporal no té efectes secundaris, en més grans quantitats pot ser laxatiu, sobretot quan es consumeix una gran dosi concentrada, el que no sol passar amb les porcions normals de menjar o beure.

## Normativa
A la Unió Europea està autoritzat com suplement alimentari per a substituir el sucre. Fins al 2015 no era autoritzada en begudes, pel principi de precaució, ja que, sobretot en infants que beuen moltes begudes dolces, aviat podria superar la dosi màxima i causar eventualment diarrea. Des de l'octubre 2015 s'autoritzà l'ús d'1,6% (16 g/litre) en begudes sense alcohol aromatitzades de valor energètic reduït o sense sucres afegits. Als Estats Units, Xina, Japó i molts altres països s'ha aprovat el seu ús com edulcorant i en begudes s'autoritzen fins a 35 g/l.